# Fryderyki 2021
Fryderyki 2021 – 27. edycja polskich nagród muzycznych Fryderyków, przyznawanych przez Akademię Fonograficzną (powołaną przez Związek Producentów Audio-Video), honorująca dokonania przemysłu muzycznego między 1 grudnia 2019 a 30 listopada 2020. Ceremonie wręczenia nagród odbyły się w ramach Fryderyk Festiwalu 2021 w Szczecinie. Gala muzyki poważnej odbyła się 26 czerwca 2021 w Operze na Zamku i była emitowana przez TVP Kultura. Poprowadzili ją Katarzyna Sanocka i Andrzej Sułek. Gala muzyki rozrywkowej i jazzowej odbyła się 5 sierpnia 2021 w Netto Arenie i była transmitowana przez TVN. Poprowadzili ją Marcin Prokop, Gabi Drzewiecka, Mery Spolsky i Robert Karpowicz.
Nagrody konkursowe zostały przyznane w 32 kategoriach (19 w sekcji muzyki rozrywkowej, 3 w sekcji muzyki jazzowej i 10 w sekcji muzyki poważnej). Najwięcej nominacji (po 4) otrzymali Joanna Freszel, Krzysztof Zalewski, Lanberry i sanah. Najwięcej nagród (3) zdobył Krzysztof Zalewski. Po 2 nagrody wygrali Dominik Wania, Jadwiga Rappé, Mata, Narodowa Orkiestra Symfoniczna Polskiego Radia w Katowicach i Urszula Kryger. Poza nagrodami konkursowymi zostały przyznane cztery Złote Fryderyki.

## Organizacja
29 października 2020 Związek Producentów Audio-Video (ZPAV) zapowiedział, że w nadchodzącej edycji Fryderyków zostanie utworzone 19 kategorii w sekcji muzyki rozrywkowej, 11 w sekcji muzyki poważnej i 3 w sekcji muzyki jazzowej. Równocześnie Akademia Fonograficzna rozpoczęła przyjmowanie zgłoszeń, które trwało do 30 listopada 2020. W sekcji muzyki rozrywkowej zostało łącznie zgłoszone 321 albumów, 355 utworów, 402 teledyski, 260 kompozytorów i autorów, 127 producentów i 85 artystów do kategorii fonograficzny debiut roku. W sekcji muzyki jazzowej zostało zgłoszone 99 albumów, 103 artystów i 19 debiutantów, zaś w sekcji muzyki poważnej 147 albumów.
17 marca 2021 ZPAV ogłosił nominacje w muzyce poważnej, a dzień później podał nominowanych w muzyce rozrywkowej i jazzie oraz laureatów honorowych Złotych Fryderyków. 14 czerwca 2021 organizatorzy poinformowali, że nagrody zostaną wręczone podczas Fryderyk Festiwalu 2021, który odbędzie się w Szczecinie. Zapowiedzieli także, że gala muzyki poważnej odbędzie się 26 czerwca 2021 w Operze na Zamku, zaś gala muzyki rozrywkowej i jazzu 5 sierpnia 2021 w Netto Arenie. Ceremonię muzyki poważnej poprowadzili dziennikarze Katarzyna Sanocka i Andrzej Sułek. O godzinie 20 odbyła się jej transmisja na żywo w Programie II Polskiego Radia, zaś o 22:15 retransmisja w TVP Kultura.
9 lipca 2021 ZPAV zapowiedział, że galę muzyki rozrywkowej i jazzu wyemituje wyprodukuje agencja High Events we współpracy z telewizją TVN, a poprowadzą ją dziennikarze Marcin Prokop, Gabi Drzewiecka i Robert Karpowicz oraz piosenkarka Mery Spolsky. 23 lipca 2021 organizatorzy poinformowali, że ceremonia będzie w całości transmitowana przez serwisy Onet.pl i Player, zaś od godziny 21 dodatkowo przez TVN.
4 lipca 2021, dzień przed galą muzyki rozrywkowej i jazzu, w ramach Fryderyk Festiwalu 2021 odbyła się kameralna ceremonia wręczenia statuetek laureatom Fryderyków 2020 (w 2020 gala została odwołana ze względu na pandemię COVID-19 w Polsce, a zwycięzcy zostali ogłoszeni podczas konferencji prasowej).

## Przebieg

### Gala muzyki poważnej (26 czerwca 2021)
Występy podczas gali muzyki poważnej:
- Elwira Janasik i Capella Cracoviensis (kierownictwo: Jan Tomasz Adamus) – allegro z Olimpiady Antonia Vivaldiego
- Ania Karpowicz – 12 miniatur na flet i smyczki Mieczysława Wajnberga
- Kwartet Śląski – IV Kwartet smyczkowy Krzysztofa Pendereckiego
- Piotr Sałajczyk – mazurki z op. 50 (nr 1 i 16) Karola Szymanowskiego
- Aleksandra Olczyk – Der Hölle Rache kocht in meinem Herzen z Czarodziejskiego fletu Wolfganga Amadeusa Mozarta
- Aleksandra Olczyk i Łukasz Goliński – Là ci darem la mano z Don Giovanni Wolfganga Amadeusa Mozarta
- Aleksander Dębicz i Łukasz Kuropaczewski – Asturias(inne języki) Isaaca Albéniza

Wykonawcom towarzyszyła orkiestra Opery na Zamku w Szczecinie pod dyrekcją Jerzego Wołosiuka.

### Gala muzyki rozrywkowej i jazzu (5 sierpnia 2021)
Występy podczas gali muzyki rozrywkowej i jazzu:

- Natalia Nykiel – „P.R.I.D.E.”
- Kasia Lins – „Koniec świata”
- Krzysztof Zalewski – „Annuszka”
- Sobel – „Fiołkowe pole”
- Tomasz Lipiński – „Jeszcze będzie przepięknie”
- Grzegorz Hyży – „Król nocy”
- Hołd dla Republiki:
  - Natalia Nykiel – „Biała flaga”
  - Margaret – „Mamona”
- sanah – „2:00”
- EABS – „Lucifer”
- Lanberry i Chór Akademii Morskiej w Szczecinie – „Tracę”
- Włodi i 1988 – „Nolove”
- Hołd dla Krzysztofa Krawczyka:
  - Natalia Przybysz i Skubas – „Trudno tak”
  - Kasia Lins – „Bo jesteś ty”
  - Ania Dąbrowska i Gromee – „To, co w życiu ważne”
- Kayah i Viki Gabor – „Ramię w ramię”
- Nocny Kochanek – „Zdrajca metalu”
- Hania Rani i Mela Koteluk – „Odprowadź”
- Natalia Szroeder i Ralph Kaminski – „Przypływy”

Vito Bambino miał zaśpiewać z Kasią Lins „Bo jesteś ty”, jednak odwołał swój występ ze względu na stan zdrowia.

## Laureaci i nominowani

### Sekcja muzyki rozrywkowej
| Utwór roku | Fonograficzny debiut roku |
| --- | --- |
| - „Polskie tango” – Taco Hemingway - „Król nocy” – Grzegorz Hyży - „Nie mów” – Rosalie. - „Plan awaryjny” – Lanberry - „Szampan” – sanah | - Mata - Miły ATZ - Ptakova - Sobel - Zdechły Osa |
| Kompozytor roku | Autor roku |
| - Hania Rani - Kayah, Lanberry, Dominic Buczkowski-Wojtaszek i Patryk Kumór - Krzysztof Zalewski - Michał „Fox” Król, Grzegorz Hyży i Daniel Walczak - sanah | - Krzysztof Zalewski - Daria Zawiałow, Król i Igo - Grzegorz Hyży - Kayah, Lanberry, Dominic Buczkowski-Wojtaszek i Patryk Kumór - sanah |
| Producent muzyczny roku | Album roku pop |
| - Krzysztof Zalewski i Andrzej Markowski - @atutowy - Dominic Buczkowski-Wojtaszek i Patryk Kumór - Gromee - Hania Rani | - Królowa dram – sanah - Co gryzie panią L? – Lanberry - Czułe struny – Natalia Kukulska - Początek nocy – Maria Sadowska - Psycho – Zuza Jabłońska |
| Album roku pop alternatywny | Album roku hip hop |
| - Zabawa – Krzysztof Zalewski - Home – Hania Rani - Kundel – Artur Rojek - Moja wina – Kasia Lins - Poczekalnia – Vito Bambino | - 100 dni do matury – Mata - Art Brut 2 – PRO8L3M - Jarmark – Taco Hemingway - Romantic Psycho – Quebonafide - W/88 – Włodi i 1988 |
| Album roku rock | Album roku alternatywa |
| - Ten moment – Edyta Bartosiewicz - Anno Domini MMXX – Luxtorpeda - Ladies and Gentlemen on Acid – Acid Drinkers i różni wykonawcy - Live Pol’and’Rock 2019 – Majka Jeżowska - Strach XXI wieku – Dr Misio                                                      | - Wake Me Up Before You Fuck Me – Świetliki - docusoap – Coals - Kattegat Sessions – Kasai - Kwiatostan – Błoto - Piano forte brutto netto – Pink Freud |
| Album roku elektronika | Album roku metal |
| - Noc – Baasch - Highlight – Skalpel - Lockdown Spaces – Mariusz Duda - Massive Oscillations – Wacław Zimpel - Opus Minimum – Praczas - Shroom – Lasy | - Solitude in Madness – Vader - Oczy martwych miast – CETI - Szkice – Neuma |
| Album roku muzyka świata | Album roku blues |
| - Uwodzenie – Kapela ze Wsi Warszawa - Muzyka źródeł cz. 32: Ród Karpieli – Bolesław Karpiel-Bułecka, Jan Karpiel-Bułecka i Sebastian Karpiel-Bułecka - Nikt nam nie zrobił nic – Hańba! - Siostry rzeki – Sutari - Tany – Karolina Cicha & Spółka              | - Dirty Sun – Robert Cichy - Blues z mojej dzielnicy – Z Dzielni Chłopcy - Thanks Jimi Symphonic – Leszek Cichoński and Friends - Tylko się nie denerwuj – Sosnowski - Wolność – Michał Giercuszkiewicz                                                                                             |
| Album roku soul, R’n’B, gospel | Album roku muzyka poetycka |
| - IDeal – Rosalie. - Odwilż – Paulina Przybysz - Pan od muzyki – Bartek Królik | - Astronomia poety. Baczyński – Mela Koteluk i Kwadrofonik - Anawa 2020 – Voo Voo - Chrust – Igor Herbut - Herbert 3.0 – różni wykonawcy - Zemsta na wroga – Siksa |
| Album roku muzyka filmowa, teatralna, ilustracyjna | Najlepsze nowe wykonanie |
| - Wataha – Łukasz Targosz i Tołhaje - Król – Atanas Valkov - Machiavelli - This is the Zodiac Speaking – A_GIM - Vampire: The Masquerade – Shadows of New York – Resina                                                                                         | - „Byłaś serca biciem” – Król i Igor Nikiforow - „Krakowski spleen” – Igor Herbut - „Korowód” – Voo Voo - „Płoną góry, płoną lasy” – Męskie Granie Orkiestra 2020 (Daria Zawiałow, Król i Igo) - „Oni zaraz przyjdą tu” – Paulina Przybysz i Rita Pax, gościnnie: Vito Bambino i Wojciech Waglewski |
| Teledysk roku | |
| - „Annuszka” (Krzysztof Zalewski) – Monika Brodka i Przemek Dzienis - „Getaway” (Viki Gabor) – Dawid Krępski - „Reksiu” (Margaret, gościnnie: Otsochodzi) – Maciej Adamczak - „Szampan” (sanah) – Michał Pańszczyk - „Volcano” (Natalia Nykiel) – Tadeusz Śliwa | |

### Sekcja muzyki jazzowej
| Album roku jazz | Album roku jazz                                                                          |
| --- | ---------------------------------------------------------------------------------------- |
| - Lonely Shadows – Dominik Wania - Artificial Stupidity – Emil Miszk & The Sonic Syndicate - Arctic Riff – Marcin Wasilewski Trio i Joe Lovano - Bach – Andrzej Jagodziński Trio - Sketches from the North – Michał Tomaszczyk i Petter Olofsson |                                                                                          |
| Artysta roku jazz | Fonograficzny debiut roku jazz                                                           |
| - Dominik Wania - EABS - Marcin Wasilewski - Mateusz Smoczyński - Michał Tomaszczyk | - Michał Tomaszczyk - Łukasz Ojdana - Marta Wajdzik - O.N.E. Quintet - Przemysław Chmiel |

### Sekcja muzyki poważnej
| Najwybitniejsze nagranie muzyki polskiej |
| --- |
| - Sonaty na skrzypce i fortepian - Jakub Jakowicz (skrzypce) i Bartosz Bednarczyk (fortepian) - Cleopatra’s Songs - Agata Zubel (sopran), Katarzyna Duda (skrzypce), Klangforum Wien, Ensemble InterContemporain, Orkiestra Muzyki Nowej - dyrygenci: Johannes Kalitzke, Guillaume Bourgogne, Szymon Bywalec - Drach. Dramma per musica - Joanna Freszel (sopran), Jan Jakub Monowid (kontratenor), Sebastian Szumski (baryton), Marcin Świątkiewicz (klawesyn), Aukso Orkiestra Kameralna Miasta Tychy - dyrygent: Marek Moś - kompozytor: Aleksander Nowak - Offertoria et communionestotius anni - Wrocław Baroque Ensemble - dyrygent: Andrzej Kosendiak - Trio Basso - Trio Basso: Jacek Dumanowski (altówka), Agnieszka Oszańca (wiolonczela), Grzegorz Frankowski (kontrabas) |
| Album roku muzyka oratoryjna i operowa |
| - Ahat-ilī. Siostra bogów - Urszula Kryger, Joanna Freszel, Ewa Biegas, Jan Jakub Monowid, Łukasz Konieczny, Bartłomiej Misiuda, Sebastian Szumski, Chór Polskiego Radia i Aukso Orkiestra Kameralna Miasta Tychy - dyrygent: Marek Moś - De invitatione mortis - Joanna Freszel (sopran), Aleksander Rewiński (tenor), Dawid Dubec (baryton), Zespół Męski „Gregorianum” (przygotowanie: Berenika Jozajtis), Michał Ochab (saksofony), Andrzej Karałow (fortepian, elektronika), Dziołak/Stankiewicz Duo i Messages Quartet - dyrygent: Martyna Szymczak - Henryk Mikołaj Górecki: Sanctus Adalbertus op. 71 - Ewa Tracz (sopran), Stanislav Kuflyuk (baryton), Chór Filharmonii Śląskiej i Orkiestra Symfoniczna Filharmonii Śląskiej - dyrygent: Mirosław Jacek Błaszczyk - Józef Zeidler: Nieszpory - Robert Gierlach (baryton), Tomasz Krzysica (tenor), Anna Mikołajczyk (sopran), Agnieszka Rehlis (mezzosopran), Sinfonietta Cracovia i Polski Chór Kameralny - dyrygent: Michał Klauza - Stanisław Moniuszko: Sonety krymskie - Aleksander Kunach (tenor), Chór Polskiego Radia i {oh!} Orkiestra Historyczna - dyrygent: Dirk Vermeulen |
| Album roku muzyka chóralna |
| - Tearfully - Zespół Śpiewaków Miasta Katowice Camerata Silesia i instrumentaliści Narodowej Orkiestry Symfonicznej Polskiego Radia w Katowicach - dyrygent: Anna Szostak - Stanisław Moryto: In memoriam - Jakub Mróz (sopran), Miłosz Marchelak (alt), Jacek Szponarski (tenor), Adam Kowalski (organy), Warszawski Chór Chłopięcy przy UMFC - dyrygent: Jakub Michał Hutek - Moniuszko inaczej śpiewany - chóry projektu Akademia Chóralna – Śpiewająca Polska i NFM Orkiestra Leopoldinum - dyrygent: Agnieszka Franków-Żelazny |
| Album roku muzyka dawna |
| - Offertoria et communionestotius anni - Wrocław Baroque Ensemble - dyrygent: Andrzej Kosendiak - Ars Organi Poloniae. Olkusz. Vol 2 - Julian Gembalski - Canzony znane i nieznane. Tabulatura pelplińska - Filatura di Musica - Sacred Music - Ingrida Gápová (sopran), Anna Zawisza (sopran), Joanna Sperska (sopran), Klaudia Trzasko (sopran), David Erler (alt), Helena Poczykowska (alt), Jakob Pilgram (tenor), Sebastian Mach (tenor), Christian Immler (bas), Dawid Biwo (bas) i Goldberg Baroque Ensemble - dyrygent: Andrzej Szadejko - Trio Basso - Trio Basso: Jacek Dumanowski (altówka), Agnieszka Oszańca (wiolonczela), Grzegorz Frankowski (kontrabas) |
| Album roku muzyka kameralna |
| - Henryk Mikołaj Górecki: Songs - Urszula Kryger (mezzosopran), Jadwiga Rappé (alt), Robert Gierlach (baryton), Ewa Guz-Seroka (fortepian) - Paderewski, Koczalski, Szymanowski: Songs - Stanisław Kierner (bas-baryton) i Michał Rot (fortepian) - Sonaty na skrzypce i fortepian - Jakub Jakowicz (skrzypce) i Bartosz Bednarczyk (fortepian) - String Quartets Nos. 14 & 15 + Three Palms - Kwartet Śląski i Joanna Freszel (sopran) - Polish Wind Quintets - Cracow Golden Quintet: Natalia Jarząbek (flet), Damian Świst (obój), Tomasz Sowa (klarnet), Małgorzata Wygoda (fagot), Konrad Gołda (waltornia) |
| Album roku recital solowy |
| - Complete Solo Piano Works - Marcin Łukaszewski (fortepian) - Fughetta. - Michał Nagy (gitara) - Piano Works vol. 2 - Joanna Domańska (fortepian) - Pieśni nocą śpiewane - Agnieszka Rehlis (mezzosopran) i Krzysztof Meisinger (gitara) - Songs&Sonnets - Tomasz Konieczny (bas-baryton) i Lech Napierała (fortepian) |
| Album roku muzyka symfoniczna |
| - Semkow – NOSPR – Brahms: Symfonie 1-4 - Narodowa Orkiestra Symfoniczna Polskiego Radia w Katowicach - dyrygent: Jerzy Semkow - Debussy / Tchaikovsky - NFM Orkiestra Leopoldinum - dyrygent: Joseph Swensen - Paderewski – Symphony in B minor op. 24 „Polonia” - Lviv National Philharmonic Symphony Orchestra - dyrygent: Bohdan Boguszewski - Symphony No.6 „Chinese Songs” Concerto for clarinet - Stephan Genz (baryton), Andrzej Wojciechowski (klarnet), Joanna Kravchenko (erhu) i Polska Filharmonia Kameralna Sopot - dyrygent: Wojciech Rajski |
| Album roku muzyka koncertująca |
| - Concerto per fisarmonica ed orchestra, Concerto per flauto (sassofono) ed orchestra da camera - Maciej Frąckiewicz (akordeon), Bartłomiej Duś (saksofon), Polska Orkiestra Sinfonia Iuventus - dyrygenci: Maciej Tworek i Krzysztof Penderecki - Concerto symphonique pour piano avec orchestre op.62 / Music from the Opera Luisa di Montfort - Jonathan Plowright (fortepian), Jakub Drygas (klarnet), Aleksandra Kubas-Kruk (sopran), Orkiestra Filharmonii Poznańskiej - dyrygent: Łukasz Borowicz - Moritz Moszkowski - Marcin Danilewski (skrzypce), Paweł Maślanka (skrzypce), West Side Sinfonietta - Reminiscences of Dark Streams - Rafał Grząka (akordeon, bandoneon diatoniczny i chromatyczny), Paweł Gusnar (saksofon altowy) i Chopin University Chamber Orchestra - dyrygent: Rafał Janiak - Roman Palester Concertinos - Alina Mleczko (saksofon), Clare Hammond (fortepian), Agata Kielar-Długosz (flet), Łukasz Długosz (flet), Maciej Skrzeczkowski (klawesyn), Polska Orkiestra Sinfonia Iuventus - dyrygent: Łukasz Borowicz                                                                                              |
| Album roku muzyka współczesna |
| - Midnight Stories. Contemporary Music of Polish Composers - Art’n’Voices - Accordion works - Klaudiusz Baran (akordeon), Justyna Baran (skrzypce), Paweł Gusnar (saksofon), Leszek Lorent (perkusja), Chopin University Accordion Trio, Chopin University Chamber Orchestra - dyrygent: Ignacy Zalewski - Camerata Silesia sings Silesian Composers vol.2 - Zespół Śpiewaków Miasta Katowice Camerata Silesia - dyrygent: Anna Szostak - kompozytorzy: Justyna Kowalska-Lasoń, Piotr Tabakiernik, Marcin Rupociński, Przemysław Scheller, Marcin Bortnowski, Wiesław Cienciała, Aleksander Gabryś - Chopin University Modern Ensemble – Debiut - Aleksandra Łaska (mezzoropran), Leszek Lorent (perkusja) i Chopin University Modern Ensemble - dyrygenci: Ignacy Zalewski i Jakub Montewka - Noumen - Sebastian Aleksandrowicz (obój), Tomasz Januchta (kontrabas), Lutosławski Quartet |
| Najlepszy album polski za granicą |
| - Desire - Aleksandra Kurzak (sopran) i Morphing Chamber Orchestra - dyrygent: Frédéric Chaslin - 20th Century Polish Chamber Music - Barbara Karaśkiewicz (fortepian), Magdalena Ziarkowska-Kołacka (skrzypce), Sergei Rysanov (wiolonczela) - Cleopatra’s Songs - Agata Zubel (sopran), Katarzyna Duda (skrzypce), Klangforum Wien, Ensemble InterContemporain, Orkiestra Muzyki Nowej - dyrygenci: Johannes Kalitzke, Guillaume Bourgogne, Szymon Bywalec - Complete Songs - Agnieszka Budzińska-Bennett i Ensemble Peregrina: Mathias Spoerry, Baptiste Romain, Marc Lewon, Mara Winter - dyrygent: Agnieszka Budzińska-Bennett - Goldberg Variations - Marcin Świątkiewicz (klawesyn) |

### Złote Fryderyki
Laureaci Złotych Fryderyków:

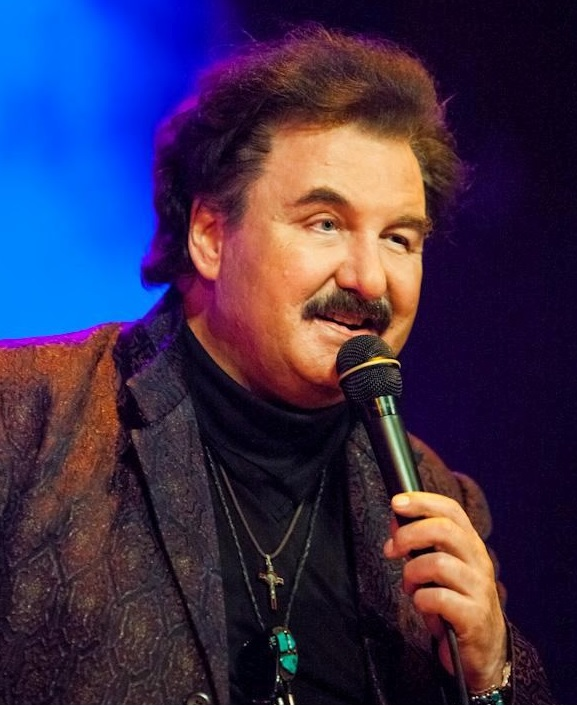
Krzysztof Krawczyk, laureat Złotego Fryderyka w muzyce rozrywkowej

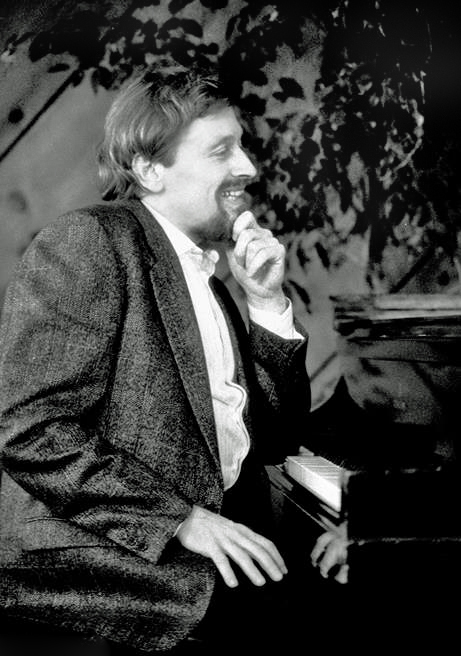
Adam Makowicz, laureat Złotego Fryderyka w muzyce jazzowej

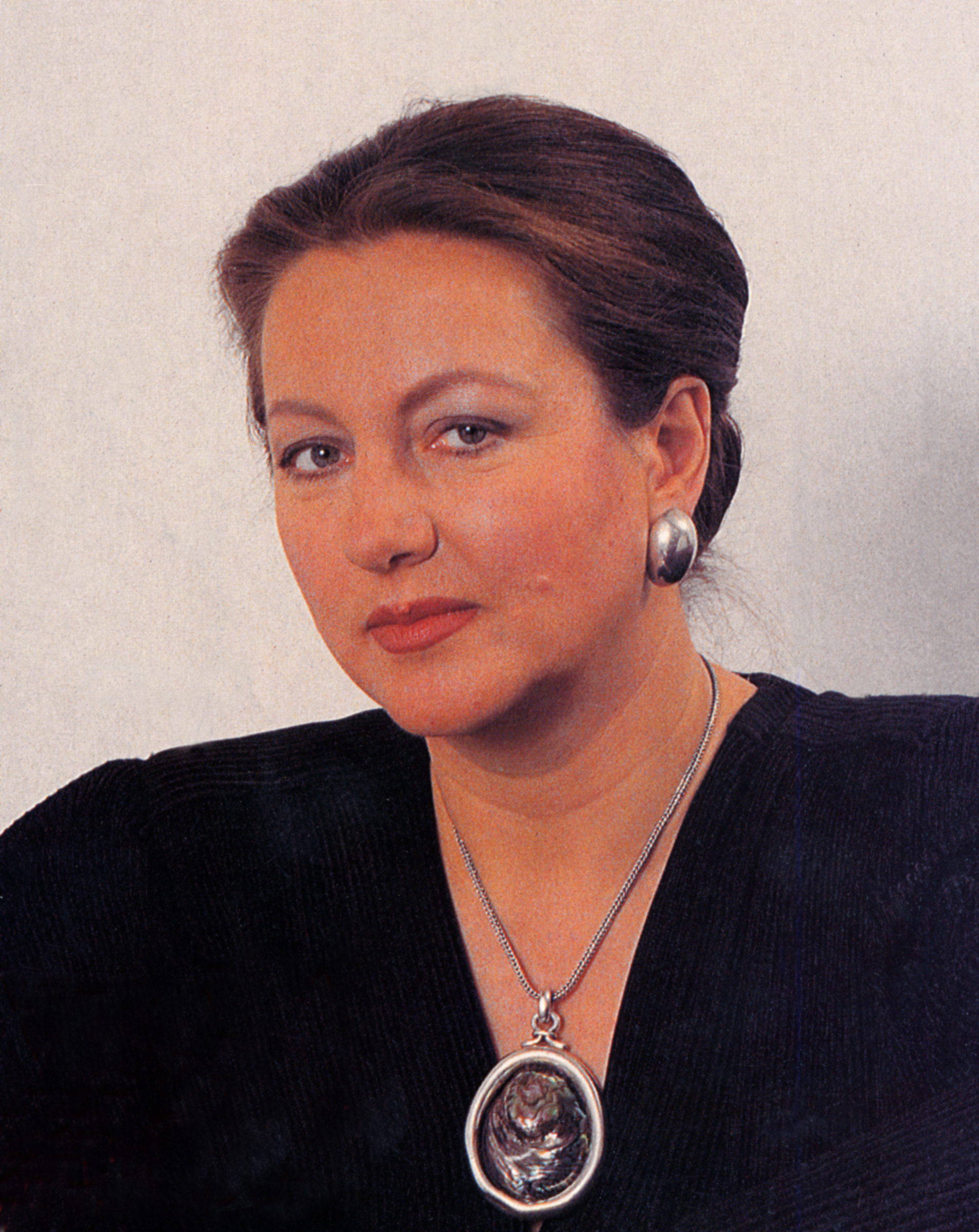
Jadwiga Rappé, laureatka Złotego Fryderyka w muzyce poważnej

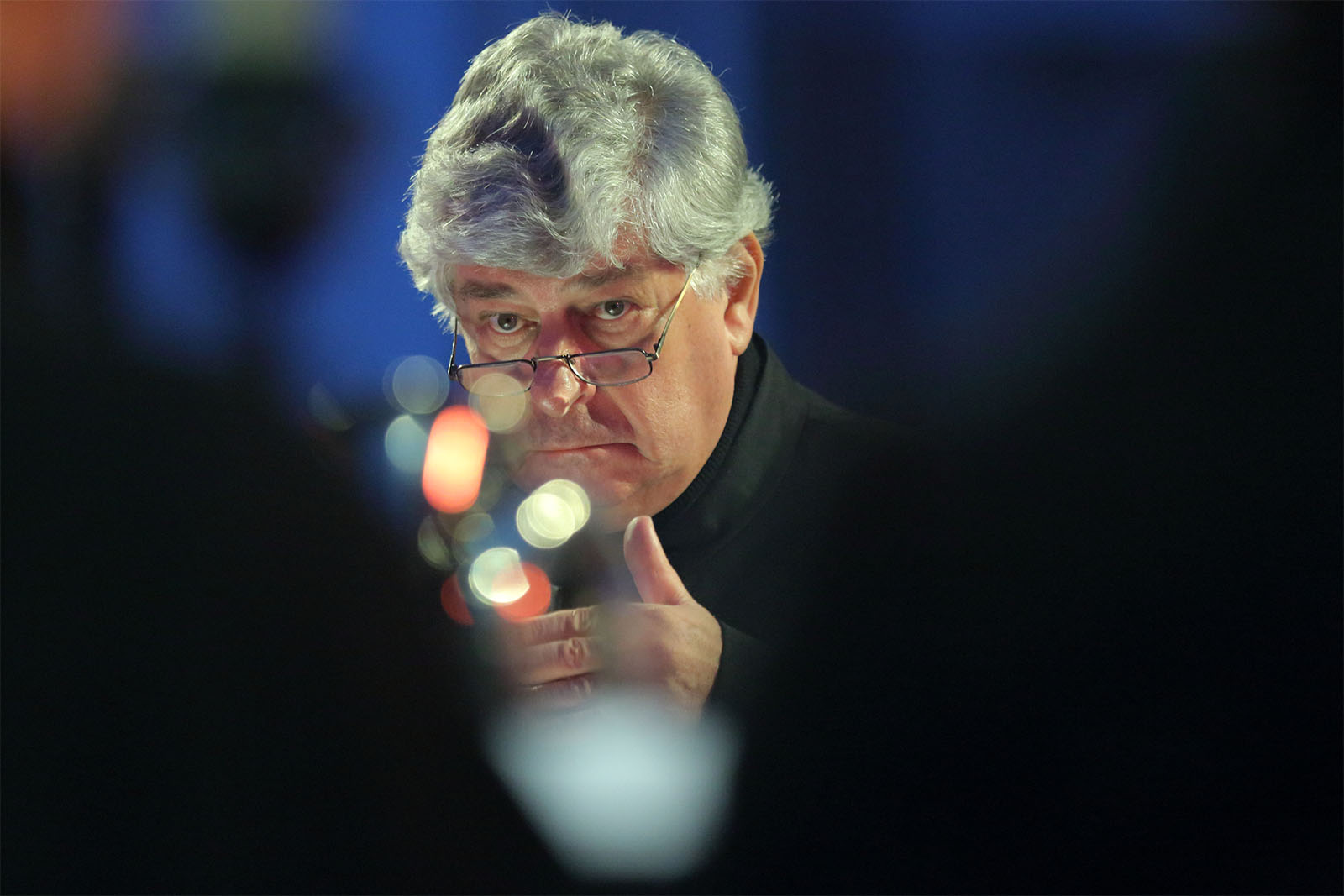
Jan Łukaszewski, laureat Złotego Fryderyka w muzyce poważnej

- Krzysztof Krawczyk (muzyka rozrywkowa)
- Adam Makowicz (muzyka jazzowa)
- Jadwiga Rappé (muzyka poważna)
- Jan Łukaszewski (muzyka poważna)

## Statystyki
| Liczba | Osoba/zespół                                                                                            |
| ------ | --- |
| 3      | Krzysztof Zalewski                                                                                      |
| 2      | Dominik WaniaJadwiga RappéMataNarodowa Orkiestra Symfoniczna Polskiego Radia w KatowicachUrszula Kryger |

| Liczba | Osoba/zespół                                                                                           |
| ------ | --- |
| 4      | Joanna FreszelKrzysztof ZalewskiLanberrysanah                                                          |
| 3      | Dominic Buczkowski-WojtaszekGrzegorz HyżyHania RaniKrólMichał TomaszczykPatryk KumórWojciech Waglewski |